# Schwarzhelm-Hornvogel
Der Schwarzhelm- oder Keulenhornvogel (Ceratogymna atrata) ist ein Nashornvogel der Gattung Ceratogymna.

## Beschreibung
Das Gefieder ist schwarz, Flügel- und Schwanzspitzen sind weiß. Der abwärts gebogene Schnabel hat einen hornigen Aufwuchs. Das Männchen hat einen schwarzen Kopf und Hals und einen bläulichen Hautlappen unterhalb des Schnabels. Kopf und Hals des Weibchens sind dagegen rostbraun. Männliche Schwarzhelm-Hornvögel werden 81 Zentimeter lang, Weibchen erreichen eine Länge von 76 Zentimeter.

## Verbreitung und Lebensraum
Die Art lebt im tropischen Afrika von Guinea bis zum Kongobecken. Die Vögel bewohnen vor allem tropische Regenwälder und halten sich bevorzugt auf oder in der Nähe fruchtender Bäume auf.

## Fortpflanzung
Brutpaare sind monogam. Das Weibchen brütet allein in einer Baumhöhle. Es versiegelt die Baumhöhle bis auf einen kleinen Spalt, um sich und die Brut vor Räubern zu schützen. Das Männchen versorgt seine Partnerin und die Jungvögel (Nesthocker).

## Gefährdung
Die Art ist weitverbreitet und wird von der IUCN als nicht gefährdet (least Concern) eingestuft.